# Мирандополис
Мирандополис (порт. Mirandópolis)  —  муниципалитет в Бразилии, входит в штат Сан-Паулу. Составная часть мезорегиона Арасатуба. Входит в экономико-статистический  микрорегион Андрадина. Население составляет 27 047 человек на 2006 год. Занимает площадь 918,269 км². Плотность населения — 29,5 чел./км².

## История
Город основан 25 июня 1938 года. 

## Статистика
- Валовой внутренний продукт на 2003 составляет 215.240.337,00 реалов (данные: Бразильский институт географии и статистики).
- Валовой внутренний продукт на душу населения на 2003 составляет 8.110,95 реалов (данные: Бразильский институт географии и статистики).
- Индекс развития человеческого потенциала на 2000 составляет 0,797 (данные: Программа развития ООН).

## География
Климат местности: тропический.